# Эгеркинген
Эгеркинген (нем. Egerkingen) — коммуна в Швейцарии, в кантоне Золотурн. 
Входит в состав округа Гой. Население составляет 2978 человек (на 31 декабря 2007 года). Официальный код — 2401.

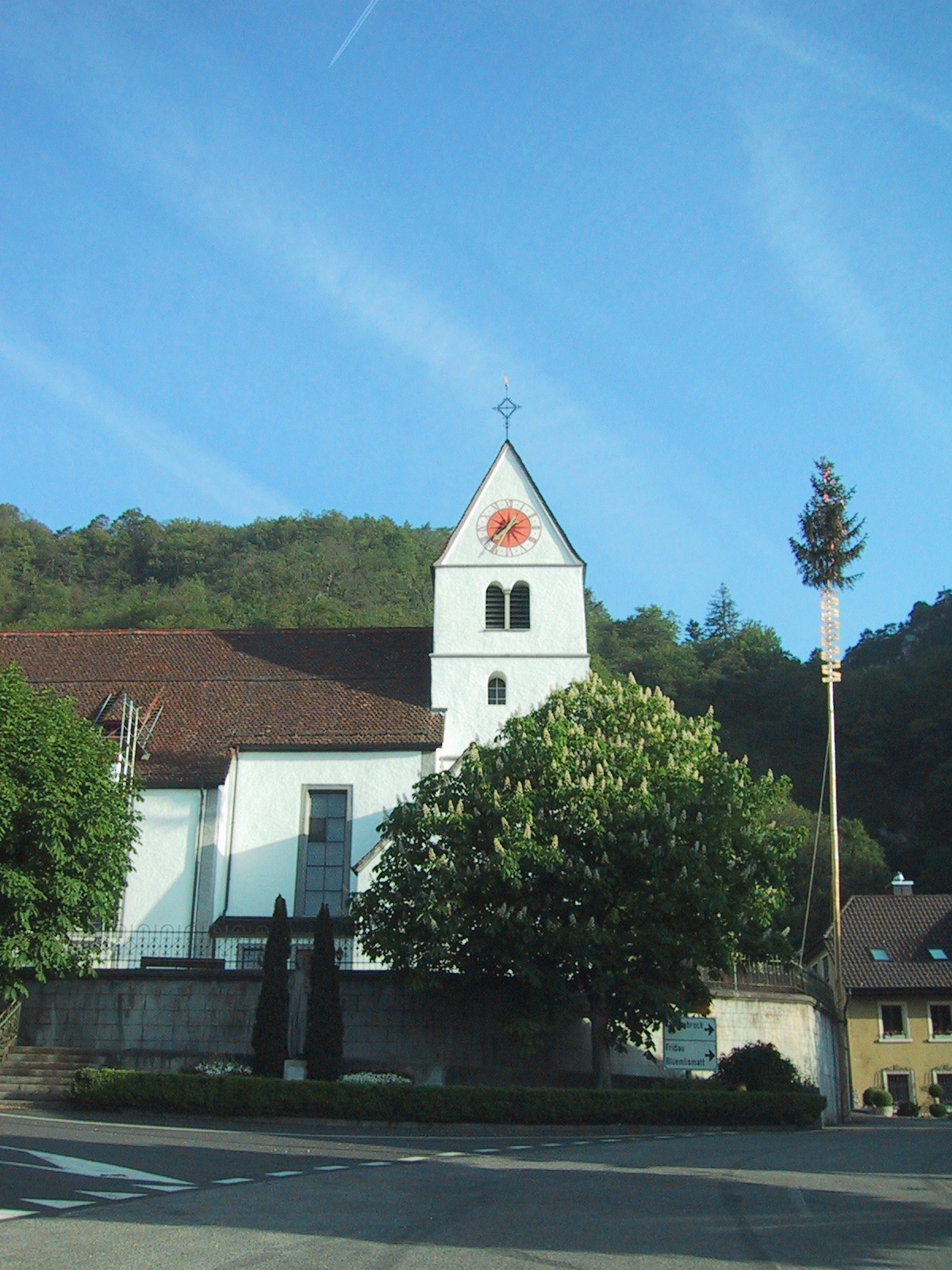
Церковь